# 4T1

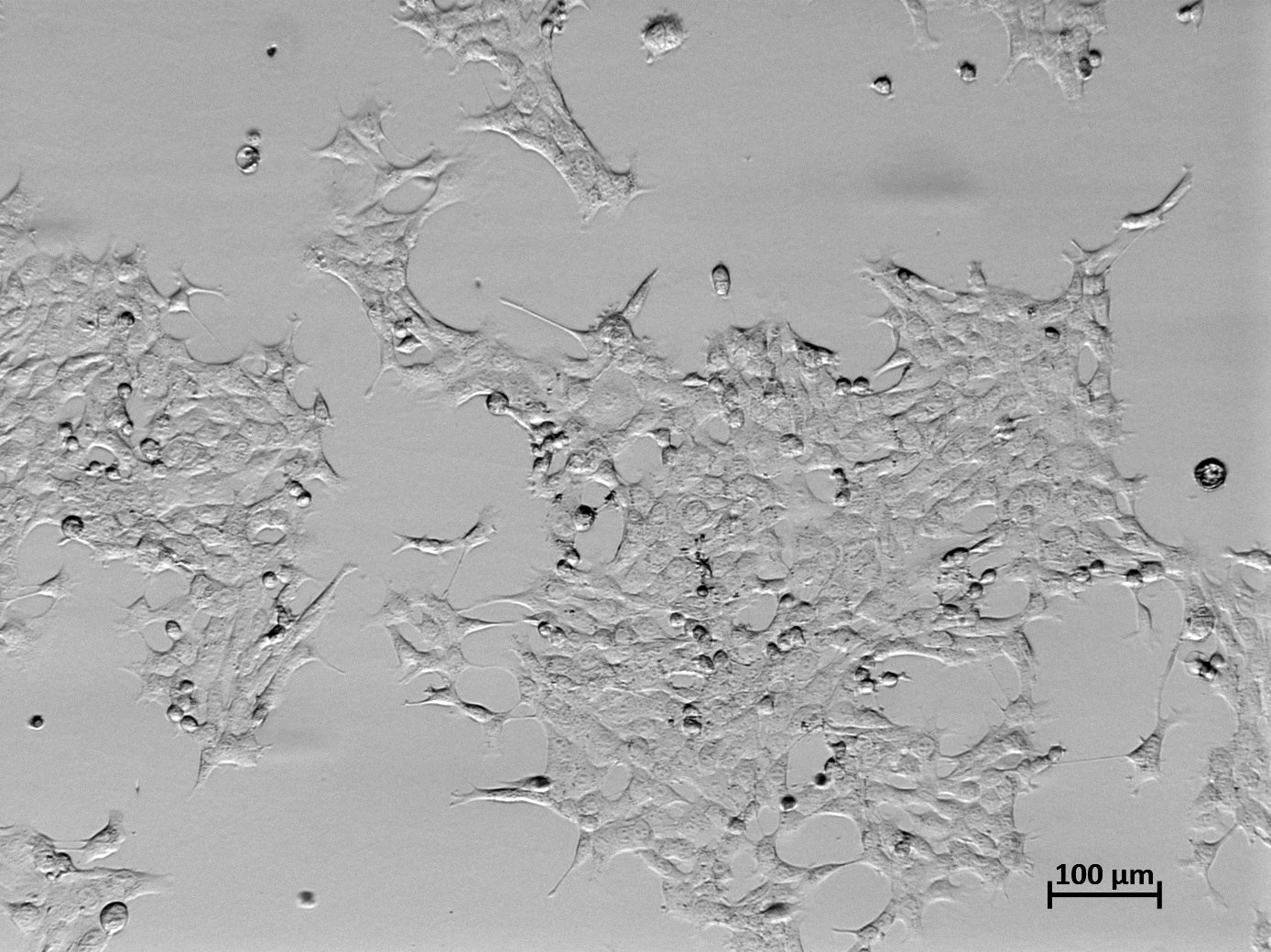
Buněčná kultura 4T1 - 50% pokryv

4T1 je buněčná linie rakoviny prsu odvozená z rakovinné tkáně mléčné žlázy myšího kmene BALB/c. Buňky 4T1 jsou epiteliální a jsou rezistentní na 6-thioguanin. V klinickém výzkumu byly buňky 4T1 použity ke studiu metastáz rakoviny prsu, protože mohou metastazovat do plic, jater, lymfatických uzlin, mozku a kostí . O buňkách je známo, že jsou v živých tkáních vysoce agresivní.

## Historie
Buněčná linie 4T1 byla původně izolována Fredem Millerem a kolegy jako jedna ze čtyř subpopulací odvozených z nádoru 410.4, který byl izolován ze spontánně vzniklého nádoru mléčné žlázy.

## Vlastnosti
4T1 se podobá lidské metastatické triple-negativní rakovině prsu (TNBC) podle chybějící exprese estrogenového receptoru (ER), progesteronového receptoru (PR) a receptoru pro epidermální růstový faktor 2 (HER2).

## Aplikace
Pro pochopení patogeneze u pacientů s rakovinou je nutné mít modelové systémy, které věrně napodobují tento stav. Aplikace myší buněčné rakovinné linie, jako je 4T1, v myším modelu má vysokou vypovídající hodnotu pro preklinické studie TNBC. Buněčná linie 4T1 je široce používána jako syngenní model pro lidský triple-negativní karcinom prsu, který je zodpovědný za více než 17% karcinomů prsu, které jsou každoročně diagnostikovány po celém světě. Buňky mohou být transplantovány do tukového polštářku myší mléčné žlázy, kde jsou vysoce tumorigenní, invazivní a spontánně metastazují do vzdálených orgánů, jako jsou plíce, játra, lymfatické uzliny, mozek a kosti.

## Kultivace
Buňky 4T1 rostou při 37 °C s 95 % vzduchu a 5 % oxidu uhličitého (CO2). Jejich průměrná doba dělení je 14 hodin. Základním médiem pro tuto buněčnou linii je médium RPMI-1640 s fetálním bovinním sérem v konečné koncentraci 10 %. Buňky 4T1 by neměly být 100% konfluentní. Doporučuje se přesazení buněk při 80% pokryvu. Pro oddělení buněk z povrchu se používá propláchnutí 0,25% roztokem trypsinu - 0,53 mM EDTA při pokojové teplotě. Jako zamrazovací médium se používá úplné růstové médium - 95 % a DMSO - 5%. Buňky se skladují při teplotě plynné fáze kapalného dusíku.

## Varianty
| CVCL_0125 (4T1)                       |
| CVCL_QZ56 ( 4T1-eGFP-Puro)            |
| CVCL_QZ59 (4T1-Fluc-Neo / iRFP-Puro)  |
| CVCL_L899 (4T1-luc2)                  |
| CVCL_QZ61 (4T1-mNIS (monoklonální))   |
| CVCL_QZ64 (4T1-mNIS-Puro)             |
| CVCL_5I85 (4T1-Red-FLuc-GFP)          |
| CVCL_GR31 (4T1.13)                    |
| CVCL_XG69 ( 4T1 / GFP / FlucII)       |
| CVCL_QZ57 (4T1-Fluc-Neo)              |
| CVCL_QZ60 (4T1- iRFP -Puro)           |
| CVCL_5J28 ( 4T1-luc2-GFP)             |
| CVCL_QZ62 (4T1-mNIS-Neo / eGFP-Puro)  |
| CVCL_QZ65 ( 4T1-mNIS-Puro / Fluc-Neo) |
| CVCL_HE47 (4T1-S)                     |
| CVCL_GR32 (4T1.2)                     |
| CVCL_QZ58 (4T1-Fluc-Neo / eGFP-Puro)  |
| CVCL_J239 (4T1-Luc)                   |
| CVCL_5J46 ( 4T1-luc2-tdTomato)        |
| CVCL_QZ63 (4T1-mNIS-Neo / iRFP-Puro)  |
| CVCL_5I84 ( 4T1-Red-FLuc)             |
| CVCL_5J45 (4T1-tdTomato)              |
| CVCL_JG34 (4T1 / CMV-Luc # 6)         |